# Amigas & Rivais
Amigas & Rivais é uma telenovela brasileira que foi produzida e exibida pelo SBT em 6 de agosto de 2007 até 18 de janeiro de 2008, em 140 capítulos compactados na época de exibição, e totalizando 185 capítulos originais. Substituindo Maria Esperança e foi substituída por Revelação. 
Baseada na telenovela mexicana Amigas y rivales, de Alejandro Pohlenz, foi adaptada por Letícia Dornelles, com supervisão de Thereza di Giácomo, sob direção de Jacques Lagoa e Lucas Bueno, direção geral de Henrique Martins e direção de teledramaturgia de David Grimberg.
Conta com Lisandra Cortez, Daniel Ávila, Talita Castro, Thaís Pacholek, Cacau Melo, Karla Tenório, Thierry Figueira e Joaquim Lopes nos papeis principais.

## Enredo
Laura (Lisandra Cortez) é filha do bondoso Pedro (Umberto Magnani) e da ambiciosa Alma (Tania Castello), e irmã da fútil e mimada Andréia (Ana Paula Grande). Ela é uma jovem batalhadora que após ganhar uma bolsa de estudos ingressa em uma faculdade particular, onde conhece a mimada Helena (Thaís Pacholek), filha do empresário Roberto (Jayme Periard). Helena e Laura logo de cara não se entendem, e com a ajuda de Olívia (Karla Tenório), sua melhor amiga, Helena vai aprontar muitas com Laura até que se entendam e tornem-se amigas. Helena é esnobe e fútil e trata Nicole (Cacau Melo), sua humilde e sonhadora empregada como lixo.
Nicole sonha em ir para São Paulo e lá tornar-se uma grande estrela tal qual sua diva Hebe Camargo. Nicole mora em um bairro periférico, onde também mora seu padrinho, o mulherengo Mocho (Jandir Ferrari), que vive passando a perna na esposa Mara        (Mika Lins), além de se meter em inúmeras enrascadas ao se fingir de gay para trabalhar no salão de beleza da divertida Gardênia (Josmar Martins), onde conhece a fogosa Yolanda (Lu Grimaldi) que não lhe dá sossego e vai armar divertidos golpes para ficar com ele. Em paralelo à isso, Roberto Delaor leva uma vida infeliz, com o desprezo da filha Helena e o casamento em frangalhos com a esposa Rosana (Talita Castro). Rosana é uma mulher ambiciosa, cheia de segredos. Rosana e sua amiga Ângela (Hylca Maria) tem um grande segredo juntas: Rosana foi a responsável pela morte de Patrícia, primeira esposa de Roberto. Se casou com Roberto somente por interesse e esconde um amor secreto pelo outro filho deste, o honesto Beto (Daniel Ávila). Beto é noivo de Alessandra (Suzana Alves), que é irmã do interesseiro Armando (Raoni Carneiro). Para impedir esse casamento, Rosana passará de todos os limites e irá assassinar a rival Alessandra numa emboscada, quando ela acaba descobrindo a verdade sobre a morte de Patrícia, após escutar uma conversa entre Rosana e Ângela, e tenta contar para Beto. Fragilizado com a morte da noiva, Beto se deixa seduzir por Rosana, ao mesmo tempo em que Roberto conhece Laura e se interessa por ela, o que deixará os ânimos de Helena ainda mais acirrados, uma vez que apesar dela odiar Rosana também não quer ver seu pai com Laura.
Enquanto isso, Olívia se descobre com AIDS, e sua vida dá uma reviravolta e tanto, quando ela passa a conviver com o vírus do HIV e adaptar-se a uma nova vida sempre contando com o apoio de suas amigas, porém, não será nada fácil, pois ela acabará sendo vítima de muitos preconceitos, preconceitos dos quais sempre é defendida pelo bondoso, porém extremamente feio Ulisses (Joaquim Lopes) por quem se apaixonará. Já Nicole realiza seu sonho de ir para São Paulo, mas antes acaba assassinando por acidente um homem que tenta estupra-la, e esse seu deslize lhe renderá inúmeros problemas ao longo da trama. Mas a vida de Nicole não é só tristezas e ela acaba conhecendo em São Paulo o lutador de boxe Raí (Thierry Figueira) que fará de tudo para conquista-la até conhecer Helena e ficar dividido entre o amor das duas. Já a família Delaor se desintegra cada vez mais.
Rosana se separa de Roberto e passa a viver um intenso e obsessivo romance com Beto, enquanto Roberto dá início a um namoro com Laura, em meio ao envolvimento de Helena com drogas e bebidas, e sua consequente dependência dessas substâncias. Mas uma suspeita quanto à paternidade de Laura faz com que Roberto ponha um ponto final no namoro dos dois. Carente por conta do término de seu namoro, Laura então busca consolo na amizade de Beto, e os dois logo acabam se apaixonando e criando coragem para viver o seu amor, porém não será nada fácil os dois serem felizes, pois Rosana não vai deixar barato e vai aprontar todas para reconquistar o amor de Beto. O que todos não sabem é que Rosana é uma psicopata e assassina perigosa, que no passado foi internada por seu pai em uma clinica de loucos, e que matou o diretor do hospício, após ele querer abusar dela.
O verdadeiro nome de Rosana é "Carolina" e que precisou mudar seu visual, principamente de nome e cor de cabelo. Muitos personagens que aparecem na trama, representam uma grande ameaça pra ela e seus planos, que vai eliminando um por um. Ela se junta com sua amiga Ângela, para fazer muitas atrocidades ao longo da história.

## Produção
A estreia da novela estava prevista para o dia 9 de julho, mas devido aos Jogos Pan-americanos de 2007, sua estreia foi atrasada para 6 de agosto. Foram alterados alguns nomes das protagonistas da trama em relação a original: Nicole na versão mexicana é Nayeli, e Olívia é Ofélia. O apresentador do programa Ídolos, Beto Marden, fez uma participação especial na trama como Rodrigo. Foi a estreia dele em novelas. Beto até então fazia trabalhos como cantor, modelo e apresentador de programas como o Ídolos e algumas chamadas e programas institucionais do Disney Channel. O tema de abertura da novela era cantado pelas três finalistas da segunda temporada do talent show Ídolos: Thaeme Mariôto, Shirley Carvalho e Lenny Bellard.
A autora, Letícia Dornelles, acusou Walcyr Carrasco de plagiar expressões e temáticas de sua novela. Dornelles garantiu que Walcyr copiou dela o bordão "modéstia à parte, eu sou perigosa" e as variantes que terminam em "eu sou brilhante", "deslumbrante" e "o máximo". Essas expressões são da vilã Rosana Delaor (Talita Castro), e foram citadas por Cláudia Raia, que interpretava Ágatha em Sete Pecados. Walcyr negou as acusações.
O final da vilã Rosana Delaor foi diferente do original exibido na Televisa. No original, Rosana teve o seu rosto desfigurado por um ácido ao descobrir que era irmã de Beto e filha de um padre. Já no remake, ela descobre que é irmã de Laura. A vilã foge do hospício e entra vestida de noiva no casamento de Laura e Beto. A novela foi picotada pelo SBT em seus 2 últimos meses, chegando a ter 3 capítulos compactados em 1 devido as derrotas frequentes para a Record. Já na reprise, com uma audiência superior a da primeira exibição, exibiu as cenas cortadas e manteve a duração original. O SBT negociou a venda da trama para alguns países, sem cortes, diferente da sua exibição no Brasil.

## Elenco
| Intérprete            | Personagem                                |
| --------------------- | ----------------------------------------- |
| Lisandra Cortez       | Laura Gonçalves                           |
| Thaís Pacholek        | Helena Delaor                             |
| Karla Tenório         | Olívia Villar Ramos                       |
| Cacau Melo            | Nicole Pereira                            |
| Daniel Ávila          | Roberto Delaor Junior (Beto)              |
| Talita Castro         | Rosana Brito Delaor / Carolina Machado    |
| Olivetti Herrera      | Dr. Carlos Martins                        |
| Joaquim Lopes         | Ulisses Barreto (Feio)                    |
| Thierry Figueira      | Raí Delano (Suggar Baby)                  |
| Raoni Carneiro        | Armando Brito                             |
| Umberto Magnani       | Pedro Gonçalves                           |
| Jayme Periard         | Roberto Delaor                            |
| Lu Grimaldi           | Yolanda Mascarenhas                       |
| Jandir Ferrari        | Mocho Pereira /Jacarandá / Manuel Coimbra |
| Mika Lins             | Mara Pereira                              |
| Ana Olivia Seripieri  | Maria Alves                               |
| Hylka Maria           | Ângela Morais                             |
| Tania Casttello       | Alma Gonçalves                            |
| Ana Paula Grande      | Andréia Gonçalves                         |
| Ana Cecília Junqueira | Tamara Coimbra                            |
| Hermano Moreira       | Germano Coimbra                           |
| Flávia Pucci          | Carlota Mendes                            |
| Renata Ricci          | Mônica Rossi                              |
| Renato Scarpin        | Padre Emiliano                            |
| Jalusa Barcellos      | Sônia Martins                             |
| Flávio Guarnieri      | Juca Ramos                                |
| Márcia de Oliveira    | Joaninha                                  |
| Juliana Mesquita      | Georgina                                  |
| Adriana Prado         | Julieta Mendonça Carneiro                 |
| Adriana del Claro     | Ana Paula                                 |
| Reinaldo Ritts        | Ricardo                                   |
| Walter Cruz           | Dr. Caetano                               |
| Nara Gomez            | Amanda Pereira                            |
| Pedro Paulo Rossa     | Rafael Pereira                            |
| Marcelo Galdino       | Chacal                                    |
| Marcelo Szykman       | Sheyla                                    |
| Josmar Martins        | Gardênia                                  |
| Ana Fuser             | Marilú                                    |
| Raphael Montagner     | Diogo                                     |
| Betto Marque          | Stallone                                  |
| Bruno Lopes           | Oscar                                     |

### Participações especiais
| Intérprete      | Personagem         |
| --------------- | ------------------ |
| Suzana Alves    | Alessandra do Vale |
| Adriana Quadros | Patrícia Delaor    |
| Beto Marden     | Rodrigo            |
| Osmiro Campos   | Padre              |
| Kiko Nunes      | Neco               |
| Carlos Meceni   | Pascoal            |
| Gilmar Guido    | Miguel             |
| Thiago Tenório  | Frank              |
| Ricardo Homuth  | Dr. Salvatore      |

## Exibição
Foi reprisada às 14h15 entre 25 de abril de 2011 à 10 de janeiro de 2012 em 183 capítulos, substituindo Pérola Negra e antecedendo Pícara Sonhadora.
Está sendo exibida pelo canal Fast +Novelas no streaming +SBT desde 2 de dezembro de 2024, substituindo Esmeralda na faixa das 3h, com reprises ás 11h e 19h, além de maratona semanal aos sábados.

### Outras mídias
Dando continuidade ao processo de resgate das novelas produzidas pelo SBT, esteve disponível no catálogo da plataforma de streaming gratuito SBT Vídeos com 185 capítulos originais, entre 03 de abril de 2020 até agosto de 2024. Retornando ao catálogo da atual plataforma +SBT no dia 03 de abril de 2025, com seus 185 capítulos originais.

## Audiência
Exibição Original
Amigas e Rivais estreou com 5 pontos, ficando na terceira posição a atrás da Rede Globo com 30 pontos e RecordTV com 14. Sucessivamente a novela foi perdendo público até marcar apenas 1 ponto em 17 de agosto de 2007, ficando constantemente na quarta ou quinta colocação atrás de Dance Dance Dance, da Band, e do TV Fama, da RedeTV!. Na mesma época Chiquititas (2000) vencia a trama inédita, na tentativa de ganhar público a direção a remanejou para começar depois da novelinha infantil, Porém, a tentativa não funcionou e Amigas e rivais que recebia o horário com 8 pontos logo derrubava para 3 pontos tirando o segundo lugar da emissora. O último capítulo marcou 5 pontos e a novela teve média geral de 3 pontos, consolidando a quarta colocação e sendo a pior audiência da história da dramaturgia do SBT, além de culminar no rompimento da parceria entre a emissora e a Televisa, a qual só foi retomada em 2013.
Reprise
Em sua reprise de 2011 a trama conseguiu melhores resultados, estreando com 5.6 pontos de média. Fechou com uma média geral de 5 pontos, quase o dobro da exibição original.

## Trilha sonora
Capa: Lisandra Cortez, Cacau Mello, Thaís Pacholek e Karla Tenório
| N.º | Título                            | Música                                           | Personagem              | Duração |  |
| 1.  | "Na Guerra e Na Paz"              | Thaeme Mariôto, Shirley Carvalho e Lenny Bellard | Abertura                | 03:09   |  |
| 2.  | "Será?"                           | Leandro Lopes                                    | Raí                     | 03:52   |  |
| 3.  | "Rotina"                          | Thaeme Mariôto                                   | Olívia e Ulisses        | 04:14   |  |
| 4.  | "Você Não Me Conhece"             | Jay Vaquer                                       |                         | 03:11   |  |
| 5.  | "Eu Sou Assim (Don't Trip On Me)" | Luiza Possi                                      | Helena                  | 03:44   |  |
| 6.  | "Amores Possíveis"                | Antonio Villeroy                                 | Roberto                 | 03:07   |  |
| 7.  | "Simples Carinho"                 | Angela Ro Ro                                     |                         | 04:44   |  |
| 8.  | "Imã do Amor"                     | Paulo Ricardo                                    |                         | 03:57   |  |
| 9.  | "Agora Só Falta Você"             | Banda Vega                                       |                         | 03:07   |  |
| 10. | "Luz Acesa"                       | Zeppa                                            |                         | 04:01   |  |
| 11. | "Tanto Faz"                       | Zoonm                                            |                         | 04:17   |  |
| 12. | "Sem Noção"                       | Latino                                           | Ulisses                 | 03:13   |  |
| 13. | "Notícias"                        | Gil Melândia                                     | Padre Emiliano e Mônica | 03:41   |  |
| 14. | "Cuide Bem do Seu Amor"           | Os Paralamas do Sucesso                          |                         | 03:40   |  |

A telenovela também contava com as seguintes canções:
- "A Paz" - Zizi Possi (tema de locação)
- "Uma Canção é Pra Isso" - Skank
- "O Que é Que eu Sou" - Paula Toller
- "Vê Lá, Hein" - Latino (tema de Mocho)
- "Exceptional" - JoJo (tema de Laura)
- "Breakaway" - Kelly Clarkson (tema de Nicole)
- "Love Love Love" - Lee Rogers (tema de Beto)
- "Moving To Fast 2" - Supafly Inc (tema de Helena na boate)